# Mauro Trentin
Cet article possède un paronyme, voir Mauro Trentini.
Mauro Trentin, né le 3 juillet 1978, est un pilote de rallye italien spécialiste de la conduite sur terre.

## Biographie
Il commence la compétition automobile en 2001, et conduit des véhicules de type Peugeot 207 depuis 2008.

## Palmarès (au 30/11/2013)

### Titres
- Double Champion d'Italie des rallyes Terre (Trofeo Rally Terra): 2008 et 2012 sur Peugeot 207 S2000 (copilotes Flavio Zanella, puis Alice de Marco);
  - Vice-champion d'Italie des rallyes Terre, en 2010;

### Victoires en championnat d'Italie des rallyes Terre
- Rallye Azzano: 2008 et 2010;
- Rallye Conca d'Oro: 2012;
- Rallye Puglia e Lucania: 2012.